# Zebra-Prachtschmerle
Die Zebra-Prachtschmerle (Botia striata) ist ein karpfenartiger tropischer Süßwasserfisch in der Familie der Prachtschmerlen.

## Merkmale
Botia striata ist ein mit sechs bis acht Zentimeter Gesamtlänge kleiner Vertreter der Prachtschmerlen, die sich von den meisten anderen schmerlenartigen Fischen durch einen hochrückigen Körper unterscheiden, der seitlich stark zusammengedrückt ist. Um das unterständige Maul sind drei Paare kurze und dünne Barteln angeordnet. Der Kopf und die Wangen sind schuppenlos, während der glatt wirkende Körper von zahlreichen sehr kleinen Schuppen bedeckt ist.
Flossenformel: Dorsale II/9–10, Anale I/6–7, Pectorale 13–14, Ventrale 8.
Die Färbung der Zebra-Prachtschmerle besteht aus einem Muster sehr schmaler senkrechter Streifen in hellen und dunklen Braun- und Grüntönen. Bei adulten Exemplaren könne einige der Streifen rötlich erscheinen. Am Kopf weisen die Querbänder in Richtung des Mauls. Die Flossen tragen einige aus Punkten zusammengesetzte Längsbinden. Ihr Suborbitaldorn liegt unter dem Auge, ist zweispitzig und kann aufgerichtet werden. Alle Prachtschmerlenarten können knackende Laute erzeugen, mit denen sie zwar keine Revieransprüche bekunden aber Individualdistanz erzielen.

## Vorkommen und Gefährdung
Botia striata ist in den klaren und schnell fließenden Bergbächen und Flüssen, insbesondere im Thunga River, in den Western Ghats sowie in den südindischen Bundesstaaten Maharashtra und Karnataka beheimatet.
Die Zebra-Prachtschmerle ist ein Habitat-Spezialist, ihr bisher bekannter Lebensraum ist deshalb auf weniger als 400 km² begrenzt. Sie kommt fragmentiert nur in 4 Gebieten vor. Ihr Lebensraum ist durch Verschlammung wegen Entwaldung und Verschmutzung bedroht. Von der International Union for Conservation of Nature and Natural Resources (IUCN) wird die Zebra-Prachtschmerle deshalb als stark gefährdet (Endangered, EN) eingestuft.

## Lebensweise
Über die Lebensweise, Nahrung, Verhalten und Fortpflanzung in der Natur ist nur wenig bekannt. Botia striata nimmt ihre Nahrung bevorzugt vom Boden auf und bevorzugt sandigen oder kiesigen Untergrund. Aufgrund von Aquarienbeobachtungen kann vermutet werden, dass Wasserschnecken zum natürlichen Nahrungsspektrum zählen.

## Systematik
Die Zebra-Prachtschmerle wurde 1920 von dem indischen Zoologen Narayan Rao wissenschaftlich beschrieben. Die fünf in Shimoga gefangenen Typen sind im Britischen Museum für Naturgeschichte unter den Katalognummern 1919.11.19.8-12 hinterlegt. Bei der 1958 von Kalawar & Kelkar beschriebenen Botia var. kolhapurensis handelt es sich um eine ungültige Synonymbeschreibung.

## Bedeutung für den Menschen
Die Zebra-Prachtschmerle ist ein regelmäßig als Jungfisch gehandelter Aquarienfisch. Unter Aquarienbedingungen ist die Fortpflanzung nur selten gelungen.